# Neue Lebensansichten eines Katers
Neue Lebensansichten eines Katers ist der Titel einer 1970 entstandenen und 1974 veröffentlichten satirischen Erzählung von Christa Wolf. Kater Max erzählt von den ergebnislosen Versuchen eines Professors, mit Hilfe eines Computer-Programms ein Konzept idealer Persönlichkeitsmerkmale für die Utopie vom totalen Menschenglück (TOMEGL) zu entwickeln.

## Inhalt

### Kater Max
Christa Wolfs Erzählung weist schon mit ihrem Titel und Motto („Je mehr Kultur, desto weniger Freiheit“) auf ihre literarische Vorlage hin, nämlich den Roman Lebensansichten des Katers Murr von E. T. A. Hoffmann, der 1819/21 erschienen ist.
Der Ich-Erzähler Max, ein Nachkomme von Hoffmanns Katers Murr, dem er wie ein Zwilling gleicht, lebt im Haus des Professors Rudolf Walter Barzel und seiner Frau Anita. Nachts hat er Affären mit Nachbarkatzen mit Vaterschaftsfolgen, tags beobachtet er die Menschen und macht sich Gedanken über sie: Manche Theoretiker würden ihre „dürftige! - Lehre von den Kriterien zur Unterscheidung […] auf der Behauptung auf[bauen], Tiere könnten weder lächeln noch weinen. […] Lächelt und weint denn der Mensch? […] Lachen – ja […] gelächelt haben sie nicht.“ Während er als gelehrter Kater die Sprache der Menschen versteht, staunt er über das Unvermögen des Professors „der Angewandten Psychologie“, die Sprache der Tiere zu verstehen. Im Gegensatz zum geheimnisvollen Kater, sei ihm der Mensch „durchsichtig“ und zugleich sei er „sich selbst“ durchsichtig. Denn mit seiner Erfindung der Vernunft „in einem erleuchteten Augenblick“ könne er sich „alle Verzichte, die er seiner höheren Bestimmung wegen leisten [müsse], vollkommen plausibel machen und auf jede Situation zweckmäßig reagieren.“ Ein Beispiel dafür ist Barzels Mitarbeiter Dr. Lutz Fettback, ein Ernährungswissenschaftler und Physiotherapeut. Er hält die Seele für eine „reaktionäre Einbildung“ […] die viel unnützes Leid über die Menschheit gebracht und, unter anderem, solchen unproduktiven Wirtschaftszweigen wie der Belletristik ein lukratives Dasein ermöglicht habe.“ Dr. Guido Hinz, kybernetischer Soziologe, stimmt ihm zu und meint, man hätte, „anstatt jene Verschwendung ideeller und materieller Produktivkräfte zu dulden, die aus diesem unkontrollierbaren Seelenunwesen natürlich entsprungen sei“, bei der leichten Schematisierbarkeit menschlicher Probleme „frühzeitig ein möglichst lückenloses Nachschlagewerk für optimale Varianten aller Situationen des menschlichen Lebens anlegen und auf dem Verwaltungsweg jedem Haushalt zustellen sollen.
Max dagegen vermag drei komplizierte geistig-seelische Prozesse auf einmal zu empfinden. Er hält sich für einen Dichter und ist „erschrocken über die Höhe, auf die sich die Katzenheit in [ihm …] geschwungen hat“. Um seine Gedanken zu Papier zu bringen, ergänzt er das Büchlein der 16-jährigen Tochter Isa mit seinen Gedanken. Mit „Halte die Mitte“ will er seinen projektierten „Leitfaden für den Umgang heranwachsender Katzen mit dem Menschen“ beginnen.

### Reflexwesen
Im weiteren Verlauf der Geschichte erzählt Max von den Irrtümern der Wissenschaftler, dem Menschglück und der Optimierung des Lebens mit wissenschaftlichen Theorien und technischen Apparaten näherzukommen. Max nimmt zuvor an Reflex-Experimenten seines Professors teil und manipuliert sie. Später bringt er beim Leuchtturmprojekt Menschenglück die Zettelkästen nach seinem Kater-Wissenschaftlerstolz durcheinander.
Professor Barzel macht parallel zu seiner eigenen wegen Schlafstörungen und Magenbeschwerden verordneten Rohkostdiät mit seinem Kater einen Hungertest und misst dessen veränderte Reaktionszeiten für seine Reflexstudien, in denen er beweisen will, dass die gleichen Reize immer genau zu der gleichen Reaktion führen. Max simuliert, um seinem Herrn einen Gefallen zu tun, fortschreitenden Kräftemangel und einen Zusammenbruch nach einer Woche, während er sich heimlich von der auf die Experimente ihres Vaters zornigen Isa mit Schabefleisch und Kaffeesahne füttern lässt.

### SYMAGE
Auch an dem großen Forschungsprojekt, der Entwicklung eines Programms für das totale Menschenglück (TOMEGL) und der Unterabteilung System der maximalen körperlichen und seelischen Gesundheit (SYMAGE) arbeitet Kater Max subversiv mit. Mit Hilfe seiner Mitarbeiter Fettback und Hinz versucht Barzel ein „logisches unausweichliches, einzig richtiges System der rationalen Lebensführung unter Anwendung der modernster Rechenautomatik“ zu entwickeln und vernachlässigt in seiner Forscher-Manie zunehmend sein Familienleben. Schlagwörter aus seinem Zettelkästen, wie Lebensgenüsse, Zivilisationsgefahren, Sexualität, Familie, Freizeit, Ernährung, Hygiene, Anpassungsfähigkeit, soziale Normen werden in einen Computer eingegeben und von Rechenautomaten bearbeitet, um gesellschaftliche und nervale Prozesse zu simulieren.
Bei der freiwilligen Erprobung von SYMAGE tritt die Frage auf, ob die Menschen zu ihrem Glück gezwungen werden müssen. Die Wissenschaftler beobachten nämlich, dass sich nur wenige streng überwachte Testpersonen an die Grundsätze halten. Die anderen, „die übrigens die absolute Vernünftigkeit des Systems nicht [bestreiten]“, übertreten ständig die „wohltätigen Vorschriften“. Sogar, Personen, die vorher solid und gesund lebten, taumeln nun „unter dem Druck der Gebote und Verbote von SYMAGE einem ausschweifenden Lebenswandel in die Arme“.
Dr. Hinz erarbeitet mit der Methode der Parallelschaltung der unverrückbaren Daten einen Katalog aller menschlichen Eigenschaften. Die Materialmenge überfordert jedoch das System, und Computer „Heinrich“ streikt. Die Daten, bisher an der Größe „Mensch“ orientiert, müssen daher auf das Muster „Normalmensch“ reduziert werden. Überflüssiges wird gestrichen. Zuerst nimmt Hinz den Komplex „schöpferisches Denken“ heraus und spricht von „Persönlichkeitsformung“: Nach dem Kriterium der Brauchbarkeit eliminieren die Forscher die „ungeformten“ Persönlichkeiten, „aus denen die Masse der Menschen heute leider noch besteht“, aus der Datei. Dadurch nähern sich die „geformten“ Persönlichkeiten langsam dem „Heinrich“ vorgegebenen Idealbild an. Auch Max beteiligt sich und sammelt die Karten der aussortierten Nebeneigenschaften „Wagemut, Selbstlosigkeit, Barmherzigkeit, Überzeugungstreue, Phantasie, Schönheitsempfinden“ ein. „Heinrich“ reagiert darauf mit der Nachricht: „So kommen wir nicht weiter, Ich bin traurig, euer Heinrich“. Barzel begreift, was Max schon lange weiß: „Der Normalmensch [ist] identisch mit seinem Reflexwesen“. Darauf betäubt er seine Enttäuschung mit Alkohol.
Hier bricht das Manuskript ab. Wie aus der Anmerkung des Herausgebers am Schluss deutlich wird, ist „[u]nser Kater Max, falls er wirklich sein Urheber sein sollte“, an einer Katzenseuche gestorben. Seine „eigenartige […] verzerrte Weltsicht“ befremde, er habe sich die „Freiheit genommen zu erfinden“.

## Kultur-Politischer Hintergrund
Wolfs 1970 entstandene und 1974 im Erzählband Drei unwahrscheinliche Geschichten publizierte Erzählung kann man kultur-politisch der Ära Honecker (1971) zuordnen:
Anfang der 1950er Jahre wurde in der DDR der Sozialistische Realismus mit der marxistisch-leninistische Parteilichkeit in den Grundaussagen und einer optimistischen gesellschaftlichen Grundeinstellung zur maßgeblichen Kunstrichtung erklärt und mit Bechers Begriff der „Literaturgesellschaft“ verbunden: Danach müssen die Instanzen der Produktion und der Vermittlung von Literatur den Auftrag der Arbeiterklasse umsetzen, der den politischen Charakter ihrer Arbeit festlegt.
Das „Bitterfelder Programm“ (1958) wollte diesen Auftrag erweitern und die „Trennung zwischen Kunst und Leben“, die „Entfremdung zwischen Künstler und Volk“ überwinden, indem nicht nur professionelle Schriftsteller, sondern auch Arbeiter und Angestellte, teils im Kollektiv, literarische Werke verfassten und veröffentlichten.
Nach der Ablösung Ulbrichts deuteten sich durch Honeckers Rede beim 4. ZK-Plenum im Dezember 1971 neue Entfaltungsmöglichkeiten an. „Wenn man von der festen Position des Sozialismus ausgeht, kann es meines Erachtens auf dem Gebiet von Kunst und Literatur keine Tabus geben. Das betrifft sowohl die Fragen der inhaltlichen Gestaltung als auch des Stils – kurz gesagt: die Fragen dessen, was man die künstlerische Meisterschaft nennt.“ Viele Autoren und Autorinnen, u. a. Christa Wolf, sahen jetzt eine Möglichkeit, neben einer Orientierung an einer sozialistischen Aufbau- und Ankunftsliteratur auch Aspekte der individuellen Identitätsfindung, menschlicher Selbstverwirklichung und unangepasster Lebensweisen in kritischer Bewertung der herrschenden Verhältnisse zu gestalten und ihre Werke in der DDR zu publizieren.
In den DDR-Rezensionen wurden die Neuen Lebensansichten eines Katers positiver beurteilt als die im selben Band Drei unwahrscheinliche Geschichten enthaltene Erzählung Unter den Linden. Die in der Technik-Satire angesprochenen Probleme seien, wie die Beschlüsse des VIII. Parteitags 1971 über die Einheit von Wirtschafts- und Sozialpolitik zeigten, erkannt worden. Deshalb beziehe sich die Geschichte nicht auf die aktuelle Situation des Landes, sondern auf die Konkurrenzsysteme westlicher Industriestaaten.

## Interpretationen
- Nach Twellmann wendet sich Wolf mit ihrer „Anti-Utopie“ nach einer mit dem Versprechen einer Befreiung des Menschen verbundenen Kybernetik-Diskussion in der DDR gegen die neue Regierungsmentalität und warnt vor einer Technisierung der Gesellschaft.[13]
- Martz fokussiert die rhetorischen satirischen Strategien, insbesondere die Parodie der wissenschaftlichen Autoritäten, und untersucht deren patriarchalischen Strukturen in Bezug zur feministischen Perspektive der Autorin.[14]
- Hilmes[15] analysiert Wolfs Geschichte mit Bezügen zu Untersuchungen von Latours „kollektives Experimentieren“,[16][17] Bogards „animal reading“,[18] Haraways Konzept des „Companion Species“[19] und Middlehoffs „Autozoographien“[20] und nennt die Erzählung eine Wissenschaftssatire. Wolfs „neuer Blick“ auf die sozialistische Gesellschaft der Zukunft falle düster aus: das moderne, ausschließlich von männlichen Akteuren betriebene Wissenschaftsprogramm scheitere. Das „kollektive Experimentieren“ (B. Latour) entwickele sich zu einem dystopischen Programm.

## Das Kater-Motiv in der Literatur
Wolfs Kater-Erzählung steht in einer Traditionsgeschichte, u. a. Märchen und Tierfabeln, in der Tiere in Beziehung zu Menschen auftreten und sich diesen durch ihre Listen und Reflexionen als überlegen zeigen.

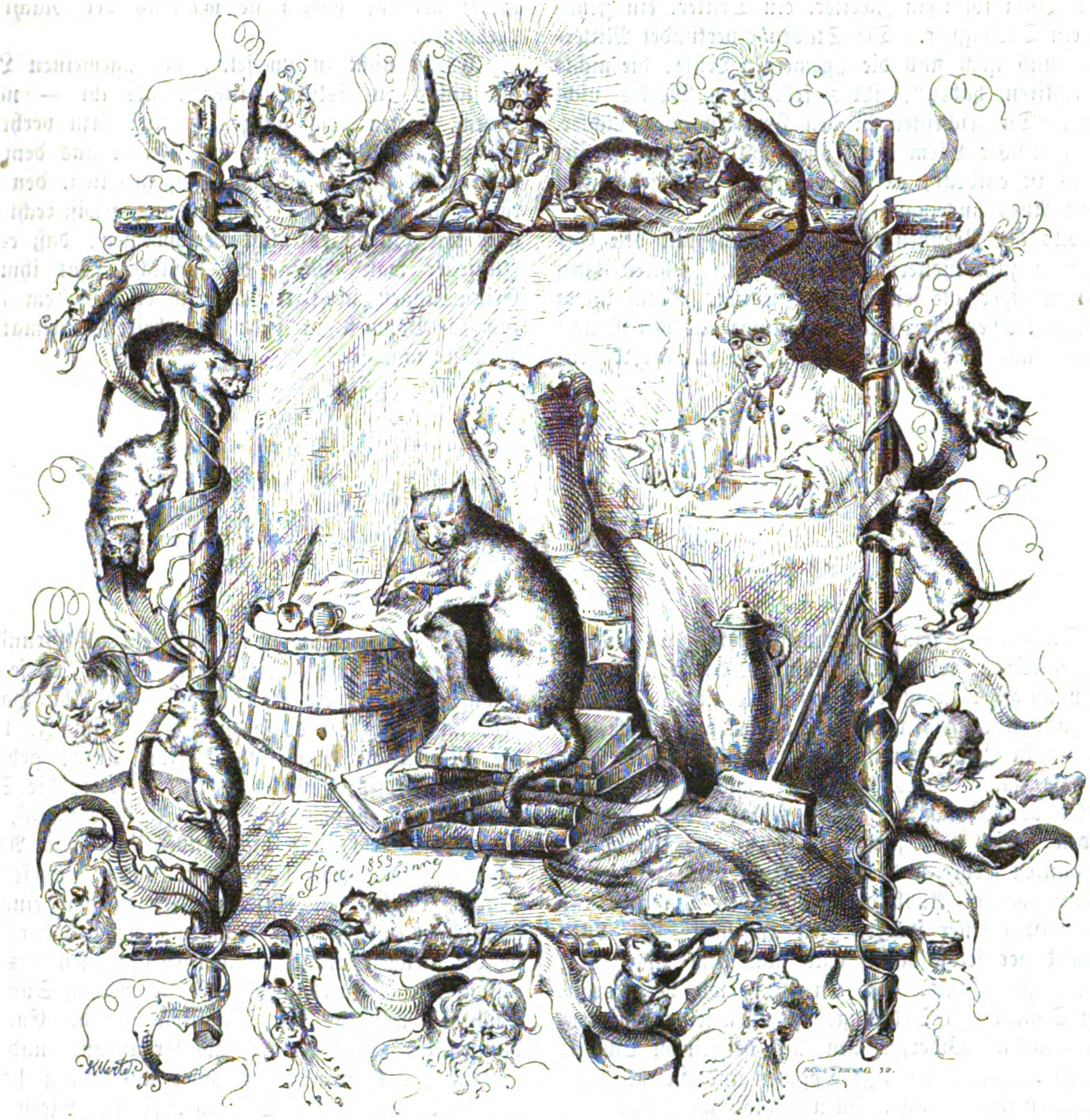
Kater Murr, der Vorfahre von Max

- Tiecks Komödie Der Gestiefelte Kater (1797) basiert auf dem Märchen Le chat botté von Charles Perrault.
- In E. T. A. Hoffmanns  satirischer Erzählung Lebens-Ansichten des Katers Murr nebst fragmentarischer Biographie des Kapellmeisters Johannes Kreisler in zufälligen Makulaturblättern (1819) schreibt der wie ein Mensch sprechende, denkende und gebildete Kater Murr seine Biographie auf: chronologisch schildert er seine Erlebnisse von seiner Geburt an: seine Jugendfreundschaft mit Pudel Pluto, die Studentenzeit als Katzbursch, seine Liebe zu Miesmies bis zu seiner Bildung zum „homme de lettres“ und seinem Leben beim Kapellmeister.
- In Scheffels Versepos Der Trompeter von Säckingen (1853)[21] beobachtet der Kater „Hiddigeigei“ von einem Turm in Säckingen aus das Treiben der Menschen. In seinem pessimistischen Lebensrückblick ist sein Glaube an die Güte der Menschheit und an die Poesie erschüttert.[22]
- Kellers Märchen Spiegel das Kätzchen (1856) mit dem sprechenden und wie Murr philosophierenden Kater Spiegel steht in der Tradition der Volkssagen vom geprellten Teufel bzw. von Reineke Fuchs, der mit einer Lügengeschichte sein Leben rettet.
- Der namenlose Ich-Erzähler in Natsumes Roman Ich der Kater (1905) lebt bei einem Englischprofessor und beobachtet ihn und seine Besucher. Er fühlt sich den Menschen durch seine geistige Schärfe und Bildung überlegen und beschreibt in satirischem Ton ihr Verhalten. Der Autor erwähnt in einem Exkurs Hoffmanns Kater Murr.

## Ausgaben
- Christa Wolf: Neue Lebensansichten eines Katers. In: Gesammelte Erzählungen (Blickwechsel – Dienstag, der 27. September – Juninachmittag –Unter den Linden – Neue Lebensansichten eines Katers  – Kleiner Ausflug nach H. – Selbstversuch). Luchterhand, Darmstadt 1974.
- Christa Wolf: Neue Lebensansichten eines Katers. Juninachmittag. Erzählungen. Nachwort von Hans-Jürgen Schmitt. Reclam, Ditzingen 1986. (Reclams Universal-Bibliothek. Nr. 7686.)
- Christa Wolf: Die Lust, gekannt zu sein. Erzählungen 1960-1980 (Moskauer Novelle – Juninachmittag – Blickwechsel – Zu einem Datum – Dienstag, der 27. September – Unter den Linden – Neue Lebensansichten eines Katers – Selbstversuch –– Traktat zu einem Protokoll – Kleiner Ausflug nach H.) Suhrkamp 2008.